# رضاقلی‌خان ایل بیگی
رضاقلی خان ایل بیگی (زاده ۱۲۰۹ منطقه بختیاری - درگذشته ۱۲۸۰ گندمان) از سران ایل بختیاری در دوره قاجار و مقارن با سلطنت ناصرالدین شاه و مظفرالدین شاه است. وی برادر کوچک حسین‌قلی‌خان ایلخانی (ایلخان بختیاری) بود.
رضاقلی‌خان در سال ۱۲۶۷ ه‍.ش به ایلخانی بختیاری رسید و به‌مدت ۴ سال در این مقام باقی‌ماند. فرزندان وی به ایل‌بیگی شهرت دارند، پسر ارشد او؛ ضرغام‌السلطنه بود.

## دوران کودکی و جوانی
رضاقلی‌خان ایل‌بیگی، پسر چهارم جعفرقلی‌خان دورکی، ایلخانی شاخه هفت‌لنگ بختیاری و بی‌بی مهربانو (دختر ملا علیخان عالی‌محمودی) در سال ۱۲۰۹ در منطقهٔ بختیاری زاده شد.
وی ۶ ساله بود، که پدرش (جعفرقلی‌خان) در جنگ مَنار به‌قتل رسید. به دلیل اینکه فرزندان جعفرقلی‌خان، در سنین نوجوانی قرار داشتند، حکومت بختیاری، به برادر جعفرقلی‌خان، کلبعلی خان دورکی واگذار شد و رضاقلی‌خان و برادرانش، تحت کفالت عموی خود، (کلبعلی‌خان) قرار گرفتند.
بعلت از دست دادن پدر در سن کم، رابطه‌ای بسیار صمیصی، میان رضاقلی‌خان و برادران بزرگترش، حسینقلی خان و امام‌قلی خان به وجود آمد.
رضاقلی‌خان، در دوران نوجوانی، مادر خود را نیز از دست داد، از آن پس تحت سرپرستی بی‌بی شاه‌پسند، همسر دیگر جعفرقلی‌خان (مادر حسین‌قلی خان و امام‌قلی خان) قرار گرفت.

## حکومت چهارمحال و بختیاری
در سال ۱۲۲۸ با به قدرت رسیدن حسینقلی خان در جایگاه ایلخانی بختیاری، برادرانش؛ امامقلی خان را به عنوان ایل‌بیگی و رضاقلی‌خان، را به عنوان حاکم چهارمحال و بختیاری در مصدر کار قرار داد. رضاقلی‌خان، بمدت ۳۳ سال، بین سال‌های ۱۲۲۸ تا ۱۲۶۱ حاکم چهارمحال و بختیاری بود.

## قتل حسینقلی‌خان
دلیل مدت طولانی حکومت و نفوذ و ثروت حسینقلی خان در مناطق غربی و جنوبی کشور، ناصرالدین شاه را نگران کرد، بنابراین حاجی میرزا عبدالغفارخان ملقب به نجم‌الدوله را به‌ظاهر برای برآورد هزینه ساخت آب‌بند اهواز، اما در واقع برای گردآوری اطلاع دربارهٔ میزان و قدرت نیروهای حسینقلی خان به منطقة بختیاری فرستاد. نجم‌الدوله در گزارش خود به شاه دربارهٔ میزان قدرت ایلخانی در جنوب اشاره کرد.
گزارش نجم‌الدوله، گزارش‌های قبلی را که فرهاد میرزا معتمدالدوله؛ حاکم فارس، برای شاه تهیه کرده بود، تأیید می‌کرد؛ بنابراین ناصرالدین شاه به کشتن ایلخانی برانگیخته شد و به پسرش ظل‌السلطان حاکم اصفهان دستور داد، که او را به قتل رساند. سرانجام در تاریخ ۲۴ خرداد ۱۲۶۱ ظل السلطان، ایلخانی را به اصفهان فراخواند و حسینقلی خان، در مراسم بازدید از سربازان شرکت کرد و در پایان مراسم؛ اظهار داشت:
یکصد سوار بختیاری، برابر یک هزار از چنین نیرویی هستند.
این گفته به ظل‌السلطان انگیزه بیشتری برای اجرای نقشه‌اش داد. او پس از پایان مراسم، ایلخانی و دو پسرش اسفندیار خان و علیقلی خان را برای گفتگو به دارالحکومه برد. پس از جداکردن او از پسرانش و زندانی کردن آنان، دستور قتل ایلخانی را داد، که توسط یک قهوه آمیخته به زهر کشنده، وی را مسوم کرد، سپس او را زندانی نمود که حسینقلی‌خان پس از ۲ روز در اسارت درگذشت.

## ایل‌بیگی
پس از قتل حسینقلی خان ایلخانی زراسوند، در اصفهان به دست ظل السلطان، اختلاف و دو دستگی در میان خانواده‌های ایل زراسوند، یعنی ایلخانی و حاجی ایلخانی و ایل بیگی شدت گرفت. در چنین موقعیتی، امامقلی خان به کمک خانواده ایل بیگی، ایلخان بختیاری شد و رضاقلی خان؛ به سمت ایل بیگی منصوب گردید. وی از سال ۱۲۹۹ تا ۱۳۰۵ در این مقام باقی‌ماند.

## ایلخانی
در سال ۱۲۶۶ که ظل‌السلطان از حکومت جنوب معزول شد، امام‌قلی‌خان نیز، از ایلخانی بختیاری عزل گردید. سپس رضاقلی‌خان، به ایلخانی رسید و اسفندیار خان، پسر ارشد حسینقلی خان، که به تازگی از زندان ظل‌السلطان رهایی یافته بود، به سمت ایل بیگی منصوب گردید.
در ابتدا روابط میان ایلخانی و ایل‌بیگی ظاهرأ خوب پیش می‌رفت، ولی بتدریج بین رضاقلی‌خان و اسفندیارخان کدورتی پیش‌آمد، که در نتیجه به اتفاق امام‌قلی‌خان، به تهران فراخوانده شدند و در پی آن، امام‌قلی‌خان برای مدتی متواری شد و به لرستان نقل مکان نمود. این وضعیت تا سال ۱۲۷۰ ادامه داشت.
در ابتدای سال ۱۲۷۰ ایلخانی و ایل‌بیگی مجددأ به پایتخت خوانده شدند و پس از مذاکرات متعدد، امام‌قلی‌خان برای بار دوم به ایلخانی، اسفندیارخان به ایل بیگی و رضاقلی‌خان، به حکومت چهارمحال و بختیاری منصوب شد. ولی پس از مدت کوتاهی امام‌قلی‌خان و رضاقلی‌خان توسط حکمران خوزستان توقیف شدند و اسفندیار خان برای مدت کوتاهی به سمت ایلخانی رسید. در اواخر سال ۱۲۷۰ ظل‌السلطان مجددأ به حکومت جنوب منصوب شد. در نتیجه علی‌رغم اصرار امین‌السلطان، اسفندیارخان معزول و به تهران فرستاده شد.

## اختلاف با دو خانواده
در سال ۱۲۷۰ رضاقلی‌خان حدود بیست حُجره و مغازه را در اصفهان به خاطر عدم پرداخت مالیات مصادره کرد و از صاحبان آن‌ها خلع ید به عمل آورد. شاکیان به ظل‌السلطان و نجفی متوسل شدند و نورالله نجفی اصفهانی نیز تلگرامی به امین السلطان مخابره کرد و درخواست رسیدگی نمود.
با تضعیف رضاقلی‌خان، بتدریج فرزندان حسینقلی خان و امام‌قلی‌خان، که از یک مادر بودند، فرصت را مغتنم شمرده و به هم نزدیک شدند. سپس تصمیم گرفتند با اتحاد، دست رضاقلی‌خان و پسرش ضرغام السلطنه را از ادره امور ایلی، املاک چهارمحال و شرکت نفت ایران و انگلیس کوتاه کنند.
یکی از موارد اختلاف، روستای میزدج بود، که رضاقلی‌خان، سعی در تصرف آن داشت. در پی ایجاد درگیری و بالا گرفتن آن، ظل‌السلطان به عنوان داور مقرر گردید و حکم نمود؛ که آنچه خوانین از سهام میزدج خریداری کردند، متعلق به خودشان باشد و بقیه هم بین خانواده ایلخانی و حاکم جدید چهارمحال و بختیاری، تقسیم گردد.
کمی بعد، با حمایت امین‌السلطان، محمدحسین خان سپهدار، پسر بزرگ امام‌قلی‌خان؛ پیشنهاد کرد که خانواده ایلخانی و حاجی‌ایلخانی، بدون حضور خانواده ایل بیگی، به‌طور مشترک حکومت بختیاری و چهارمحال را بعهده بگیرند. مشروط بر اینکه؛ ارشدترین فرد از دو خانواده؛ به مقام ایلخانی و نفر دوم؛ در مقام ایل بیگی، انجام وظیفه نمایند. سهام میزدج؛ به جز سهم شخصی، متعلق به همه خوانین باشد.
با این شرایط، بین رضاقلی‌خان محروم از قدرت و املاک، از یک سو و برادرش، امام‌قلی‌خان و پسران حسین‌قلی‌خان از سوی دیگر، اختلاف پیش‌آمد، که تبدیل به کدورت و دشمنی دامنه‌داری گردید. سپس رضاقلی خان، به همراه پسرش ابراهیم‌خان ضرغام‌السلطنه، به تهران رفتند، شاید بتوانند به طریقی سهمی از قدرت و املاک بدست آورند؛ ولی از آنجایی‌که این اتفاق با نظر امین‌السلطان (صدر اعظم) صورت گرفته بود، کاری از پیش نبردند.
اختلاف بین رضاقلی‌خان و دو خانواده ایلخانی و حاجی‌ایلخانی، به اندازه‌ای شدت گرفت، که یک بار اسفندیار خان و برادرش نجف‌قلی‌خان صمصام‌السلطنه، به قصد کشتن، رضاقلی‌خان را مسموم کردند؛ ولی سم مؤثر واقع نگردید و ایل‌بیگی، جان سالم به در برد.

## فرزندان
رضاقلی‌خان ۱۵ پسر و ۶ دختر داشت. پسران وی عبارت بودند از: ابراهیم‌خان ضرغام‌السلطنه، عزیزالله‌خان ایل‌بیگی، امان‌الله خان سردار حشمت، هادی خان، عبدالله خان، بهرام خان، باقر خان ایلبیگی، اسدالله خان، محمدمراد خان، داراب‌خان، الله‌کرم‌خان، میرزاآقاخان، سهراب‌خان، علی‌محمدخان سالار احتشام و محمدکریم خان. دختران وی عبارت بودند از؛ بی‌بی حیات ایل‌بیگی (همسر اسدالله‌خان حسام‌السلطان)، بی‌بی جهان، حاجی بی‌بی (همسر سردار اشجع) و سه دختر دیگر.
ضرغام‌السلطنه با دومین برادر خود، سی سال اختلاف سنی داشت و آن به دلیل شوکی بود که در شکارگاه برای رضاقلی‌خان پیش‌آمد و در اثر آن تا سی سال صاحب فرزند نشد.

## سال‌های پایانی عمر
رضاقلی‌خان در سال‌های آخر عمر با ضرغام اختلاف پیدا کرد، ایل بیگی به عنوان قهر، به نزد برادرزاده‌ها می‌رود و از آن‌ها درخواست کمک می‌کند. آنان در ظاهر به خاطر کمک به عمو و در باطن برای تضعیف و تحقیر ضرغام السلطنه؛ با عده‌ای سوار روانه قلعه فرادنبه شدند. ولی به مجردی که به حوالی قلعه رسیدند، ایل‌بیگی از میان اردو جدا شد و به تاخت روانه قلعه گردید.
دیده‌بان قلعه که با دوربین او را از دور شناخته بود، جریان را به اطلاع ضرغام‌السلطنه رساند. او به احترام پدر و هم برای این که جوابی به عموزادگان داده باشد، کفن پوشیده و با شمشیر به پیشواز پدر شتافته بود.
سرانجام رضاقلی‌خان در حالی که اواخر عمر خود را در قلعه شخصی خود، واقع در گندمان به سر می‌برد، در سال ۱۲۸۰ چشم از جهان فروبست و در همان‌جا نیز به خاک سپرده شد.